# ميخائيل كونواي
ميخائيل كونواي هو موجه قوارب ‏ كندي، ولد في 3 مارس 1953 في سيدني في أستراليا.

## وصلات خارجية
- ميخائيل كونواي على موقع الاتحاد الدولي للتجديف (الإنجليزية)
- ميخائيل كونواي على موقع اللجنة الأولمبية الدولية (الإنجليزية)
- ميخائيل كونواي على موقع أوليمبيديا (الإنجليزية)